# Дом-музей Чэн Яньцю
Дом-музей Чэн Яньцю (кит. упр. 程砚秋故居, пиньинь Chéng Yànqiū Gùjū) работает в районе Сичэн Пекина.

## О музее
Музей открыт в доме, где жил знаменитый актёр Пекинской оперы Чэн Яньцю с 1937 года до своей кончины в 1958 году.
Планировка здания сохранилась с тех времён, когда здесь жил Чэн Яньцю. На общей площади в 390 м² экспонируются театральные костюмы актёра, реквизит, включая личное зеркало, а также другие личные вещи, предметы быта, картины, пьесы и книги, среди которых и написанные самим Чэн Яньцю, которые посвящены Пекинской опере.
С 24 мая 1984 года музей включён в число охраняемых памятников Китая.